# Michele Godino
Michele Godino (Chioggia, 11 gennaio 1992) è uno snowboarder italiano.

## Biografia
In Coppa del Mondo ha esordito il 14 marzo 2012 a Valmalenco (58ª).
Nel 2018 ha preso parte ai XXIII Giochi olimpici invernali a Pyeongchang venendo eliminato ai quarti concludendo in ventitreesima posizione nella gara di snowboard cross.

## Palmarès

### Coppa del Mondo
- Miglior piazzamento nella Coppa del Mondo di snowboard: 19º nel 2014.
- 1 podio:
  - 1 secondo posto.